# Collomia biflora
Collomia biflora är en blågullsväxtart som först beskrevs av Hipólito Ruiz López och Pav., och fick sitt nu gällande namn av A. Brand. Collomia biflora ingår i släktet limfrön, och familjen blågullsväxter. Inga underarter finns listade i Catalogue of Life.